# HD 106975
HD 106975，又名BD-03 3262，SAO 138703、HR 4677，是一颗恒星，视星等为6.99，位于銀經287.17，銀緯57.89，其B1900.0坐标为赤經12h 13m 1.3s，赤緯-3° 57.89′ 57″。